# Rudy Gobert
Rudy Gobert-Bourgarel (San Quintín, Aisne, 26 de junio de 1992) es un jugador de baloncesto francés que pertenece a la plantilla de los Minnesota Timberwolves de la NBA. Con 2,16 metros de altura y una envergadura de 2,36, juega en la posición de pívot.

## Trayectoria deportiva

### Francia
Formado en las categorías inferiores del Saint-Quentin Basket-Ball, jugó durante tres temporadas en el Cholet Basket de la liga francesa, en las que promedió 6,7 puntos y 4,6 rebotes por partido. En su última temporada fue el máximo taponador de la liga y disputó el All-Star francés.

### Profesional
Fue elegido en la vigésimo séptima posición del Draft de la NBA de 2013 por Denver Nuggets, pero fue inmediatamente traspasado a los Utah Jazz a cambio de la elección número 46, Erick Green. Debutó en la liga ante Oklahoma City Thunder, logrando 2 puntos y 7 rebotes.
En su cuarta temporada en Utah, fue el máximo taponador de la liga, incluido en el 2º mejor quinteto y en el mejor quinteto defensivo.
Al término la temporada siguiente fue elegido como Mejor Defensor de la NBA, convirtiéndose en el primer jugador de los Jazz en obtener este galardón desde Mark Eaton en 1989.
En la 2018-19 repetiría éxito siendo nombrado Mejor Defensor de la NBA y mejor quinteto defensivo por tercera vez en su carrera.
Durante su séptima temporada como profesional, en febrero de 2020, fue elegido para el All-Star Game de la NBA 2020.
El 11 de marzo de 2020, tras unas molestias y no viajar con el equipo, dio positivo en las pruebas de COVID-19, motivo por el cual la NBA decidió suspender la temporada esa misma noche por la pandemia global.
El 20 de diciembre de 2020, acuerda una extensión de contrato con los Jazz, por 5 años y $205 millones.
El 23 de febrero de 2021, fue elegido por segunda vez para disputar el All-Star Game que se celebró en Atlanta. El 14 de marzo, en la derrota ente Golden State Warriors, estableció su récord personal, al capturar 28 rebotes, siendo también récord de franquicia. Al término de esa temporada, fue nombrado de nuevo Mejor Defensor de la NBA, siendo su tercer premio en esta categoría y también fue parte del mejor quinteto defensivo.
Durante su novena temporada en Utah, el 20 de diciembre de 2021 ante Charlotte Hornets, anota 23 puntos y captura 21 rebotes, incluyendo un 15 de 16 en tiros libres. El 3 de febrero, se anunció su presencia como reserva en el All-Star Game de la NBA 2022, siendo la tercera participación de su carrera. Al término de la temporada regular, finalizó como el máximo reboteador de la temporada (14,7), por primera vez en su carrera, y el jugador con mejor porcentaje en tiros de campo (71,3%), siendo la tercera vez que lo consigue. Además fue incluido en el mejor quinteto defensivo de la liga.
El 1 de julio de 2022 es traspasado a Minnesota Timberwolves a cambio de los jugadores Malik Beasley, Patrick Beverley, Walker Kessler, Jarred Vanderbilt y Leandro Bolmaro y cuatro primeras rondas del draft.
El 9 de abril de 2023, durante el último encuentro de temporada regular ante New Orleans Pelicans, propicia un puñetazo a su compañero Kyle Anderson y es enviado a casa.
Al final de la temporada 2023-24, fue nombrado Mejor Defensor de la NBA, pasando a ser el tercer jugador en la historia de la NBA en haber ganado cuatro veces el galardón, junto a Dikembe Mutombo y Ben Wallace.
En la postemporada de su tercer año en Minnesota, el 30 de abril en el quinto encuentro de primera ronda ante Los Angeles Lakers anotó 27 puntos y capturó 24 rebotes, siendo ambos registros sus números más altos en playoffs.

## Selección nacional

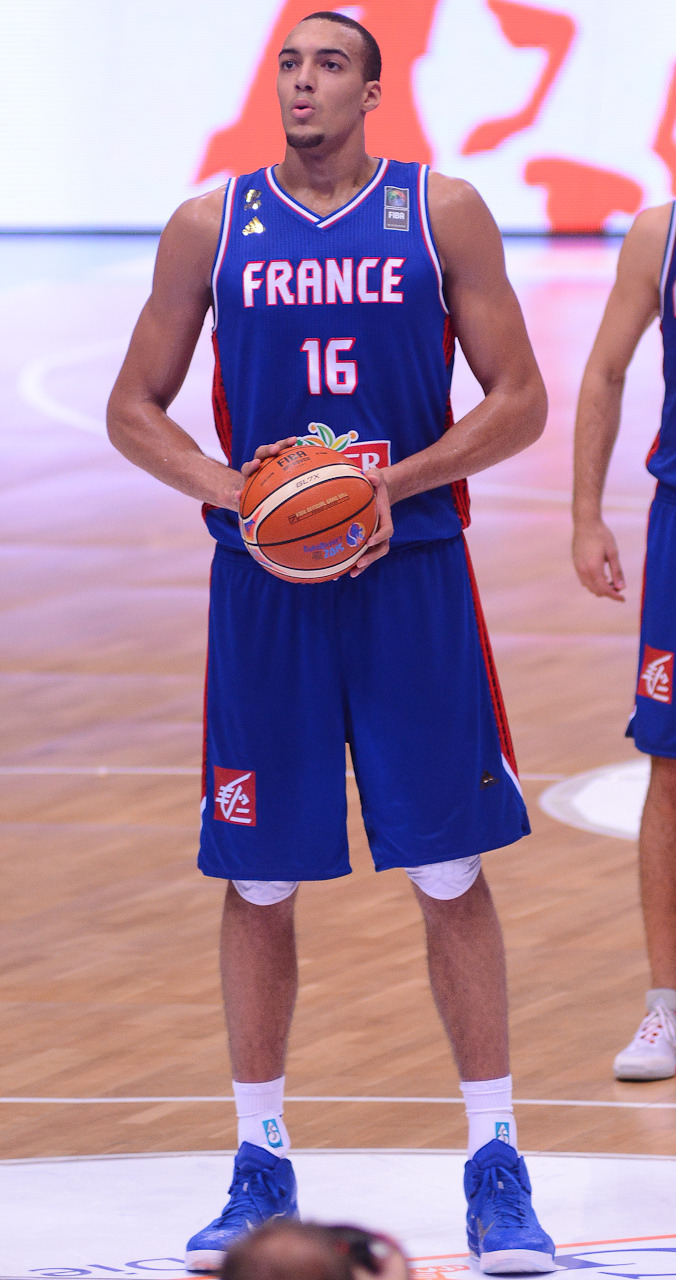
Gobert con la selección francesa en 2015.

En septiembre de 2014, fue miembro de la selección francesa que obtuvo el bronce en la Copa Mundial de Baloncesto celebrada en España.
Ganó el bronce en el Eurobasket 2015.
En septiembre de 2019, fue miembro de la selección francesa que obtuvo el bronce en la Copa Mundial de Baloncesto celebrada en China.
En verano de 2021, fue parte de la selección absoluta francesa que participó en los Juegos Olímpicos de Tokio 2020, que ganó la medalla de plata.
En septiembre de 2022 disputó con el combinado absoluto francés el EuroBasket 2022, donde ganaron la plata, al perder la final ante España. Fue nombrado integrante del mejor quinteto del torneo.
Durante agosto y septiembre de 2023 fue integrante de la selección de Francia que participó en el Mundial de 2023 celebrado en Asia, y que finalizó en decimoctavo lugar.
Entre julio y agosto de 2024 fue parte de la selección absoluta de Francia, que disputó los Juegos Olímpicos de París, y que ganó la plata, tras perder la final ante Estados Unidos.

## Estadísticas de su carrera en la NBA
|  | Líder de la liga |

### Temporada regular
| Año      | Equipo    | PJ  | PT  | MPP  | %TC  | %3P  | %TL  | RPP  | APP | ROB | TPP | PPP  |
| -------- | --------- | --- | --- | ---- | ---- | ---- | ---- | ---- | --- | --- | --- | ---- |
| 2013-14  | Utah      | 45  | 0   | 9.6  | .486 | –    | .492 | 3.4  | .2  | .2  | .9  | 2.3  |
| 2014-15  | Utah      | 82  | 37  | 26.3 | .604 | .000 | .623 | 9.5  | 1.3 | .8  | 2.3 | 8.4  |
| 2015-16  | Utah      | 61  | 60  | 31.7 | .559 | –    | .569 | 11.0 | 1.5 | .7  | 2.2 | 9.1  |
| 2016-17  | Utah      | 81  | 81  | 33.9 | .661 | .000 | .653 | 12.8 | 1.2 | .6  | 2.6 | 14.0 |
| 2017-18  | Utah      | 55  | 55  | 32.4 | .615 | –    | .681 | 10.7 | 1.4 | .8  | 2.3 | 13.5 |
| 2018-19  | Utah      | 81  | 80  | 31.8 | .669 | –    | .636 | 12.9 | 2.0 | .8  | 2.3 | 15.9 |
| 2019-20  | Utah      | 68  | 68  | 34.3 | .693 | –    | .630 | 13.5 | 1.5 | .8  | 2.0 | 15.1 |
| 2020-21  | Utah      | 71  | 71  | 30.8 | .675 | .000 | .623 | 13.5 | 1.3 | .6  | 2.7 | 14.3 |
| 2021-22  | Utah      | 66  | 66  | 32.1 | .713 | .000 | .690 | 14.7 | 1.1 | .7  | 2.1 | 15.6 |
| 2022-23  | Minnesota | 70  | 70  | 30.7 | .659 | .000 | .644 | 11.6 | 1.2 | .8  | 1.4 | 13.4 |
| 2023-24  | Minnesota | 76  | 76  | 34.1 | .661 | .000 | .638 | 12.9 | 1.3 | .7  | 2.1 | 14.0 |
| 2024-25  | Minnesota | 72  | 72  | 33.2 | .669 | —    | .674 | 10.9 | 1.8 | .8  | 1.4 | 12.0 |
| Total    | Total     | 829 | 737 | 30.7 | .656 | .000 | .641 | 11.7 | 1.4 | .7  | 2.1 | 12.6 |
| All-Star | All-Star  | 3   | 0   | 14.6 | .900 | —    | .333 | 8.0  | 1.0 | .3  | .3  | 12.3 |

### Playoffs
| Año   | Equipo    | PJ | PT | MPP  | %TC  | %3P  | %TL  | RPP  | APP | ROB | TPP | PPP  |
| ----- | --------- | -- | -- | ---- | ---- | ---- | ---- | ---- | --- | --- | --- | ---- |
| 2017  | Utah      | 9  | 9  | 27.3 | .635 | —    | .480 | 9.9  | 1.2 | 1.0 | 1.3 | 11.6 |
| 2018  | Utah      | 11 | 11 | 34.8 | .655 | —    | .603 | 10.7 | 1.0 | .9  | 2.3 | 13.2 |
| 2019  | Utah      | 5  | 5  | 30.4 | .594 | —    | .783 | 10.2 | 1.4 | .6  | 2.6 | 11.2 |
| 2020  | Utah      | 7  | 7  | 38.6 | .649 | —    | .524 | 11.4 | 1.1 | .6  | 1.4 | 16.9 |
| 2021  | Utah      | 11 | 11 | 34.2 | .741 | .000 | .636 | 12.3 | .8  | .5  | 2.1 | 14.7 |
| 2022  | Utah      | 6  | 6  | 32.8 | .646 | —    | .682 | 13.2 | .5  | .2  | 1.0 | 12.0 |
| 2023  | Minnesota | 5  | 5  | 35.4 | .630 | —    | .630 | 12.2 | 2.0 | .4  | 1.0 | 15.0 |
| 2024  | Minnesota | 15 | 15 | 34.2 | .615 | —    | .671 | 9.8  | 1.6 | .9  | 1.0 | 12.1 |
| 2025  | Minnesota | 15 | 15 | 27.4 | .582 | —    | .520 | 8.6  | .7  | .5  | 1.2 | 7.9  |
| Total | Total     | 84 | 84 | 32.4 | .641 | .000 | .608 | 10.6 | 1.1 | .7  | 1.5 | 12.3 |